# Teodor Cladovan
Teodor Cladovan (n. 2 ianuarie 1944) este un fost deputat român în legislatura 2000-2004, ales în județul Bihor pe listele partidului PD. 
A fost membru în grupul parlamentar de prietenie cu Republica Federală Germană și Pakistan.
Teodor Cladovan este căsătorit și tată a trei copii.